# ジャガーインターナショナルコーポレーション
株式会社ジャガーインターナショナルコーポレーション（英: JAGUAR INTERNATIONAL CORPORATION.）は、大阪府守口市に本社を置く家庭用ミシンメーカー。
ジャガーミシンブランドで知られ、1952年、家庭用ジグザグミシンの国産化に日本国内で初めて成功した。

## 沿革
- 1949年 - 丸善ミシン株式会社設立。ミシン・ミシン部品の製造販売を開始[広報 2]。
- 1952年 - 家庭用ジグザグミシンの国産化を他社にさきがけて成功[広報 2]。
- 1957年 - 米国 シアーズローバック社（世界最大の小売販売業者）と長期販売契約成立[広報 2]。
- 1978年 - 国内販売部門を独立し「株式会社ジャガーミシン」を設立[広報 2]。
- 1989年 - 「丸善ミシン株式会社」と「株式会社ジャガーミシン」を合併し、「ジャガー株式会社」として発足[広報 2]。
- 1995年 - 輸出入を事業とする「株式会社ソーマスター」を設立[広報 2]。
- 1999年 - 「株式会社ソーマスター」を「株式会社ジャガーインターナショナルコーポレーション」に社名変更。同時に「ジャガー株式会社」より営業権譲渡受け、ミシン製造販売開始[広報 2]。

## 事業所
- 本社 (大阪府守口市)[広報 1]

## 関連会社
- Jaguar International Corporation Hanoi （ベトナム 現地法人）[広報 1]
- NB Jaguar （ロシア 現地法人）[広報 1]
- Jaguar Dusseldorf （ドイツ 駐在員事務所）[広報 1]

## 他業種企業とのコラボレーション

### 任天堂
かつて任天堂のゲームボーイを繋げて操作できる家庭用ミシン「nu・yell（ヌ・エル）JN-100」を発売していた。ゲームボーイでミシンをコントロールし、専用ソフト「らくらくミシン」で縫い模様などのデータを送る仕組みだった。ゲームボーイカラーの他にゲームボーイポケット、ゲームボーイライトでも使用可能で、「nu・yell delux」（ヌ・エル デラックス）にはゲームボーイポケットが付属した。
2000年には後継機として「nuotto（ヌオット）JN-2000」も発売された。ソフトも前述の「らくらくミシン」の他、刺しゅうユニット「EM-2000」付属の「カット集」、「文字集」や、『マリオシリーズ』を使用した「マリオファミリー」が発売された。2001年には『星のカービィ』を使用した「カービィファミリー」も発表されたが発売されなかった。

### サンリオ
- ハローキティ（SAN-2013KT）
- リトルツインスターズ（SAN-2013KK）
- マイメロディ（SAN-2013MM）
- ハローキティ40周年アニバーサリーモデル（NKT-40th）

※2014年に発売されたサンリオとのコラボレーションモデル。

### 不二家
- ペコちゃんミシン（FP-06）

※2017年に発売された不二家のイメージキャラクター、ペコちゃんを使用したモデル。